# La Cabanasse
La Cabanasse település Franciaországban, Pyrénées-Orientales megyében. Lakosainak száma 700 fő (2022. január 1.). La Cabanasse La Llagonne, Mont-Louis, Sauto, Saint-Pierre-dels-Forcats, Eyne és Bolquère községekkel határos.

## Földrajz

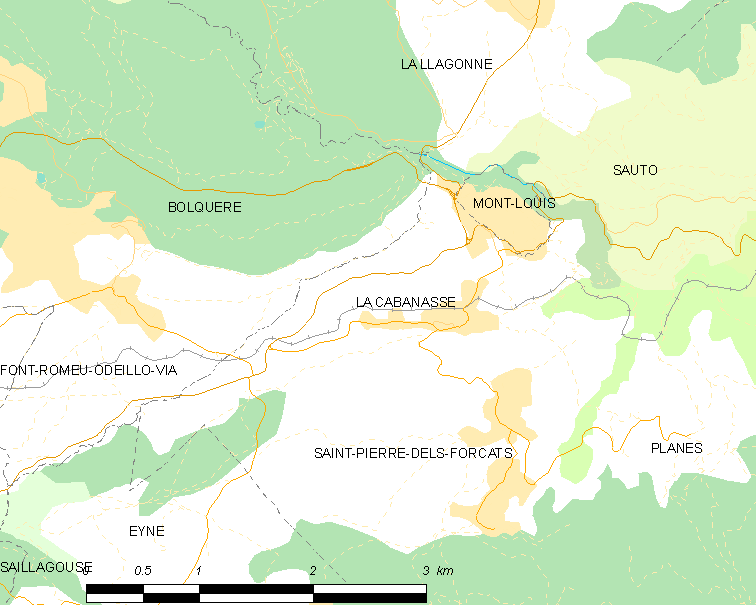
La Cabanasse és környéke

## Népesség
A település népességének változása:
| Lakosok száma | 684  | 662  | 676  | 669  | 681  | 694  | 695  | 696  | 700  |
|               | 2013 | 2015 | 2016 | 2017 | 2018 | 2019 | 2020 | 2021 | 2022 |